# Bene Cijjon
Bene Cijjon (hebr. בני ציון) – moszaw położony w samorządzie regionu Chof ha-Szaron, w Dystrykcie Centralnym, w Izraelu.
Leży na równinie Szaron, w otoczeniu miasta Ra’ananna, oraz moszawów Bacra, Riszpon, Cherut i Miszmeret, kibuców Szefajim i Ga’asz, oraz wioski Charucim.

## Historia
Moszaw został założony 27 marca 1947 przez Agencję Żydowską. Początkowo nazywał się Gewa’ot Ra’ananna (hebr. גבעות רעננה), lecz później zmieniono ją na cześć amerykańskiej organizacji Bnai Zion Foundation, która pomogła w jego założeniu.

## Kultura i sport
W moszawie jest ośrodek kultury, boisko do piłki nożnej oraz basen kąpielowy.

## Gospodarka
Gospodarka moszawu opiera się na intensywnym rolnictwie, sadownictwie, uprawach warzyw w szklarniach i hodowli drobiu.
Firma Live Person prowadzi obsługę klientów przez Internet, usługi sprzedaży interaktywnej oraz pomoc techniczną w 11 językach w ponad 60 państwach na całym świecie.

## Komunikacja
Przez moszaw przechodzi lokalna droga, którą jadąc na wschód dojeżdża się do drogi ekspresowej nr 4  (Erez–Kefar Rosz ha-Nikra), a jadąc na zachód dojeżdża się do kibucu Ga’asz i autostrady nr 2  (Tel Awiw–Hajfa). Lokalna droga prowadzi na południowy wschód do moszawu Bacra, a droga nr 5511  prowadzi na północ do więzienia Hadarim.